# Pavel Tóth
Pavel Tóth (* 2001 Chomutov) je český fitness trenér, influencer a vítěz čtvrté řady reality show Survivor Česko & Slovensko z roku 2025. Známý je rovněž pod přezdívkou „Spicy Pája“.

## Kariéra a Survivor
Pavel Tóth se proslavil v reality show TV Nova Love Island. Tóth se před vstupem do televizní soutěže věnoval fitness a zdravému životnímu stylu, působil jako osobní trenér. Popularitu získal v roce 2025 díky účasti v reality show Survivor Česko & Slovensko, kterou vysílala televize Nova a platforma Voyo. Do soutěže ho přihlásila tehdejší partnerka Yeni, která se show rovněž zúčastnila.